# Neuenhammer (Geroldsgrün)
Neuenhammer ist ein Gemeindeteil von Geroldsgrün im Landkreis Hof (Oberfranken, Bayern). Neuenhammer liegt in der Gemarkung Geroldsgrün.

## Geografie
Der Weiler liegt im tief eingeschnittenen Tal der Ölsnitz und ist allseits von Waldgebieten umgeben. Etwas weiter nordwestlich gibt es Felsfreistellungen, die als Geotop ausgezeichnet sind. Die Staatsstraße 2198 verläuft die Ölsnitz entlang nach Neumühle (0,4 km nordwestlich) bzw. nach Untersteinbach (0,3 km östlich).

## Geschichte
Von 1797 bis 1808 unterstand der Ort dem Justiz- und Kammeramt Naila. Mit dem Gemeindeedikt wurde Neuenhammer dem 1812 gebildeten Steuerdistrikt Geroldsgrün und der zugleich gebildeten Ruralgemeinde Geroldsgrün zugewiesen.

### Einwohnerentwicklung
| Jahr      | 001871 | 001885 | 001900 | 001925 | 001950 | 001961 | 001970 | 001987 |
| Einwohner | 9      | 8      | 15     | 9      | 7      | 6      | 5      | 5      |
| Häuser    |        | 1      | 1      | 1      | 1      | 1      |        | 4      |
| Quelle    | [ 7 ]  | [ 8 ]  | [ 9 ]  | [ 10 ] | [ 11 ] | [ 12 ] | [ 13 ] | [ 1 ]  |

## Religion
Der Ort ist evangelisch-lutherisch geprägt und bis heute nach St. Jakob (Geroldsgrün) gepfarrt.